# Muhammed Suiçmez
 (mai 2017).
Si vous disposez d'ouvrages ou d'articles de référence ou si vous connaissez des sites web de qualité traitant du thème abordé ici, merci de compléter l'article en donnant les références utiles à sa vérifiabilité et en les liant à la section « Notes et références ».
Muhammed Suiçmez (prononcer Souitchmez) (né le 28 novembre 1975 à Karlsruhe, en Allemagne) est un guitariste et chanteur allemand d'origine turque. Il est le leader du groupe de technical death metal Necrophagist.

## Biographie
À l'âge de 14 ans, Suiçmez commence à écrire les paroles de Onset Of Putrefaction. Inspirées par Carcass, les paroles sont très gore et sombres. Son désir de jouer de la guitare débute dès qu'il commence à écouter du métal, à l'âge de 10 ans, mais ses parents, stricts, le lui interdisent. Muhammed rassemble de l'argent et fait l'acquisition d'une guitare, par l'intermédiaire de son frère qui étudie alors dans une grande ville. Ses parents trouvent la guitare et son père la détruit, ce qui ne stoppe pas Muhammed Suiçmez. Durant les trois premières années, il s'entraîne tous les jours. Il n'a jamais pris de leçon de guitare, et a tout appris par lui-même, en reproduisant des morceaux d'autres groupes à l'oreille.
Son style est clairement néo-classique, marqué par l'utilisation extensive de la gamme mineure harmonique et d'arpèges remarquablement fluides, le tout constamment mineur ce qui donne une atmosphère sinistre à ses solos ; il n'y a qu'a écouter le solo de Fermented Offal Discharge, chef-d’œuvre d'une minute et demi où Suicmez passe en revue tous les codes de la musique classique, allant d'arpèges très émotionnels à l'utilisation de la technique de la pédale (jouer en revenant constamment à la même note, exemple : do ré do mi do fa do sol), sans oublier un talent exceptionnel de composition. Steve Vai, guitar hero, a déclaré qu'il n'aimait pas les paroles de la chanson mais que le solo était absolument savoureux. De plus, les amplificateurs et les guitares qu'ils utilisent rapprochent son timbre à celui d'un violon, ajoutant au style néo classique. 
Adolescent, il a patiemment étudié les codes de la musique classique : l'alternance de moments rapides et de moments lents, insister sur le degré sensible d'une gamme (et spécialement la gamme mineure harmonique puisque cela donne un excellent résultat, un style très chantant), comment construire les arpèges, la technique de la pédale... Les fans de Necrophagist clament que chaque solo de ce groupe transmet une émotion indéniable, chacun à sa propre manière : Culinary Hyperversity est un modèle dans le shred en mineur harmonique ; Intestinal Incubation, avec son début d'une violence inouïe, Seven où en 40 secondes tout le répertoire de techniques complexes est passé en revue : tapping, sweep tapping, gammes jouées en alternate picking, notes en pédale... Advanced Corpse Tumor néo classique dès les premières secondes, et enfin, le magnum opus de Suicmez, Fermented Offal Discharge, solo qu'il n'a cessé d'améliorer depuis qu'il a 16 ans. La première version, qu'il a achevé à l'âge de 19 ans (demo de 1995) est déjà impressionnante, avant-gardiste, clairement en avance sur son temps. Mais ce n'est qu'une ébauche de ce qui va venir. A 23 ans, Suicmez a achevé son chef-d’œuvre. Il a modifié le début et la fin du solo, optant pour des arpèges portant une forte charge émotionnelle, et une conclusion d'une beauté indicible. Il a gardé la partie du milieu, incroyablement énergique mais aussi incroyablement mélodique
À 17 ans, il forme Necrophagist, et le groupe enregistre sa première démo (Requiems Of Festered Gore). Muhammed signe toutes les compositions du groupe, à l'exception de "Symbiotic In Theory" sur l'album "Epitaph" (épaulé par Christian Muenzner), enregistrant lui-même la quasi-totalité des instruments sur "Onset of Putrefaction".